# Giovanni Viola
Giovanni Viola (San Benigno Canavese, 1926. június 20. – Torino, 2008. július 7.) olasz válogatott labdarúgókapus, később edző.

## Pályafutása
Karrierje legnagyobb része a Juventushoz kötődik, már az ifjúsági évektől, ugyanis a klub saját nevelésű játékosa. Amikor felkerült a felnőttegyüttesbe, rögtön játszott is két összecsapáson, azonban ekkor még úgy gondolták, túl tapasztalatlan a feladathoz, 1946-tól a következő három szezont kölcsönben töltötte, sorrendben egy-egy évet a Carraresében, a Comóban és a Lucchesében.
1949-ben visszatért a Juventushoz, és a korábbi két lejátszott összecsapásához hozzátett még 242-t, amivel a mai napig az ötödik legtöbb meccsen pályára lépő kapus a Juve történetében Combi, Zoff, Tacconi és Buffon után. 1950-ben, 1952-ben és 1958-ban bajnoki címet ünnepelhetett a „bianconeri” színeiben.
Pályafutását a Bresciában fejezte be, ahol az 1958-59-es másodosztályú szezont töltötte.
A válogatottban rögtön az 1954-es világbajnokságon játszotta első összecsapását, a Svájc elleni, 4–1-re elvesztett újrajátszáson. Ezt követően főleg barátságos összecsapásokon kapott lehetőséget, valamint egy dél-amerikai túrán. Összesen 11 találkozón szerepelt a nemzeti csapatban.
Pályafutása befejezése után rövid ideig edzősködött is, két alacsonyabb osztályú csapatnál.
Édesapja Viola József, egyszeres magyar válogatott labdarúgó, aki játékosként és edzőként is szerepelt Olaszországban.

## Sikerei, díjai
- Bajnok: 1949-50, 1951-52, 1957-58